# فريدريش فيلهلم فون سايدليتز
فريدريش فيلهلم فريهر فون سايدليتز (3   فبراير 1721   - 8   في نوفمبر 1773 كان ضابط بروسي برتية جينيرال لوتنانت، ومن بين أعظم جنرالات سلاح الفرسان البروسي. قاد أحد أسراب هوسار الأول لجيش فريدريك الكبير ويعود الفضل له في تطوير سلاح الفرسان البروسي إلى مستوى أدائه الفعال في حرب السنوات السبع. تقاعد والده في سلاح الفرسان ثم توفي بينما كان سايدلتز لا يزال شابًا. في وقت لاحق، تم توجيهه من قبل مارغريف براندنبورغ-شودت.
أصبح سايدليتز أسطوري في جميع أنحاء الجيش البروسي على حد سواء لقيادته وشجاعته المتهورة. خلال حرب السنوات السبع، دخل في عمله كجنرال سلاح الفرسان، والمعروف عن انقلابه العسكري، وقدرته على تقييم الوضع في ساحة المعركة بأكملها وفهم ما يجب القيام به بشكل حدسي. في مَعْرَكة رَوسباَخ، كان سلاح الفرسان له دور فعال في هزيمة الجيوش الفرنسية والإمبراطورية الرومانية المقدسة. لعب سلاح الفرسان التابع له لاحقًا دورًا مهمًا في سحق هابسبورغ وجناح اليسار الإمبراطوري في معركة ليوثن. أصيب سايدلتز في المعركة عدة مرات. بعد معركة كونرزدورف في أغسطس 1759، شبه تقاعد ليتماثل لشفاء من جروحه مكلف بحماية مدينة برلين. لم يكن يتمتع بصحة جيدة بما يكفي للقيام بحملة مرة أخرى حتى عام 1761.

### اقتباسات
1. ↑  Benezit Dictionary of Artists | Friedrich Wilhelm von Seydlitz (بالإنجليزية). Oxford University Press. 2006. ISBN:978-0-19-977378-7. OCLC:662407525. OL:33251159M. QID:Q24255573.
2. ↑  Encyclopædia Britannica | Friedrich Wilhelm, baron von Seydlitz (بالإنجليزية), QID:Q5375741
3. ↑  Brockhaus Enzyklopädie | Friedrich Wilhelm Seydlitz (بالألمانية), OL:19088695W, QID:Q237227
4. ↑  Dalibor Brozović; Tomislav Ladan (1999.), Hrvatska enciklopedija | Friedrich Wilhelm von Seydlitz (بالكرواتية), Leksikografski zavod Miroslav Krleža, OL:120005M, QID:Q1789619 {{استشهاد}}: تحقق من التاريخ في: |publication-date= (help)